# Bleda ugandae
Bleda ugandae (лат.) — вид птиц из семейства бюльбюлевых. Значительной частью специалистов считается подвидом Bleda notatus.

## Распространение
Обитают в центральной части Африки на территории южной части ЦАР, Демократической Республики Конго, на крайнем юго-западе Южного Судана и в Уганде.

## Описание
Корона и верхняя сторона тела оливково-зелёные, нижняя сторона тела, включая горло, ярко-жёлтая с оливковым размытием на грудке и по бокам. Хвост оливково-коричневый. Глаза птицы желтые или белесые, а ноги бледно-серые, голубовато-серые или коричневато-серые.